# To co najlepsze z dziesięciu lat (1983–93)
To co najlepsze z dziesięciu lat (1983–93) – album Daabu, wydany w 1993 roku z okazji dziesięciolecia istnienia grupy przez wytwórnię MJM Music PL. Album zawiera największe przeboje zespołu nagrane w nowych wersjach, zyskując tym samym energię i „studyjny blask”.

## Lista utworów
Źródło:.
1. „Fala ludzkich serc” – 5:18
2. „Kalejdoskop moich dróg” – 3:55
3. „Serce jak ogień” – 4:23
4. „To się nie powtarza” – 4:50
5. „Podzielono świat” – 6:34
6. „Słowo ciałem się stało” – 7:20
7. „W zakamarkach naszych dusz” – 4:55
8. „Moje paranoje” – 4:58
9. „Fryzjer na plaży” – 4:10
10. „W moim ogrodzie” – 6:07
11. „Przesłanie z daleka” – 6:25
12. „Obok siebie” – 4:10
13. „Nie wolno nie ufać” – 5:23
14. „Przed nami wielka przestrzeń” – 5:56

## Twórcy
Źródło:.
- Andrzej Zeńczewski – gitara, śpiew, instrumenty perkusyjne
- Marek Abramowicz – instrumenty klawiszowe
- Dariusz Gierszewski – perkusja
- Piotr Korzeniowski – trąbka
- Mariusz Mielczarek – saksofon altowy, saksofon sopranowy
- Artur Miłoszewski – gitara basowa, instrumenty perkusyjne

gościnnie
- Artur Affek – gitara
- Przemysław Bychawski – puzon
- Kamil Karaszewski – waltornia